# Douglas Peaks
Die Douglas Peaks sind eine Hügelgruppe an der südöstlichsten Ausdehnung der Heritage Range, der südlichen Hälfte des Ellsworthgebirges in der Westantarktis. Die Douglas Peaks erheben sich bis zu 1.475 Meter über den Meeresspiegel und etwa 100–200 Meter über das umliegende Eis, das die Landschaft bedeckt. Höchster Gipfel ist der Gliozzi Peak mit einer Höhe von 1.475 m ü. NN.
Nordöstlich der Douglas Peaks, getrennt durch den Plummer-Gletscher, liegen die Enterprise Hills. Im Westen erstreckt sich das eisgefüllte Horseshoe Valley und im Osten der Gipfel liegen die Wilson Nunataks und die schmale eisgefüllte Bucht Hercules Inlet. Ein Felsgrat ragt nach Westen in das Horseshoe Valley hinein und endet dort im Lippert Peak.
Eine Forschungsexpedition der University of Minnesota erforschte die Gegend im Sommer der Jahre 1964–65. Sie benannten die  Erhebungen nach Lieutenant Commander John Douglas, einem Piloten der United States Navy, der in diese Gegend flog, um ein Mitglied der Expedition für eine Notfall-Appendektomie zu evakuieren.